# Hochschule für Angewandte Wissenschaften Hof

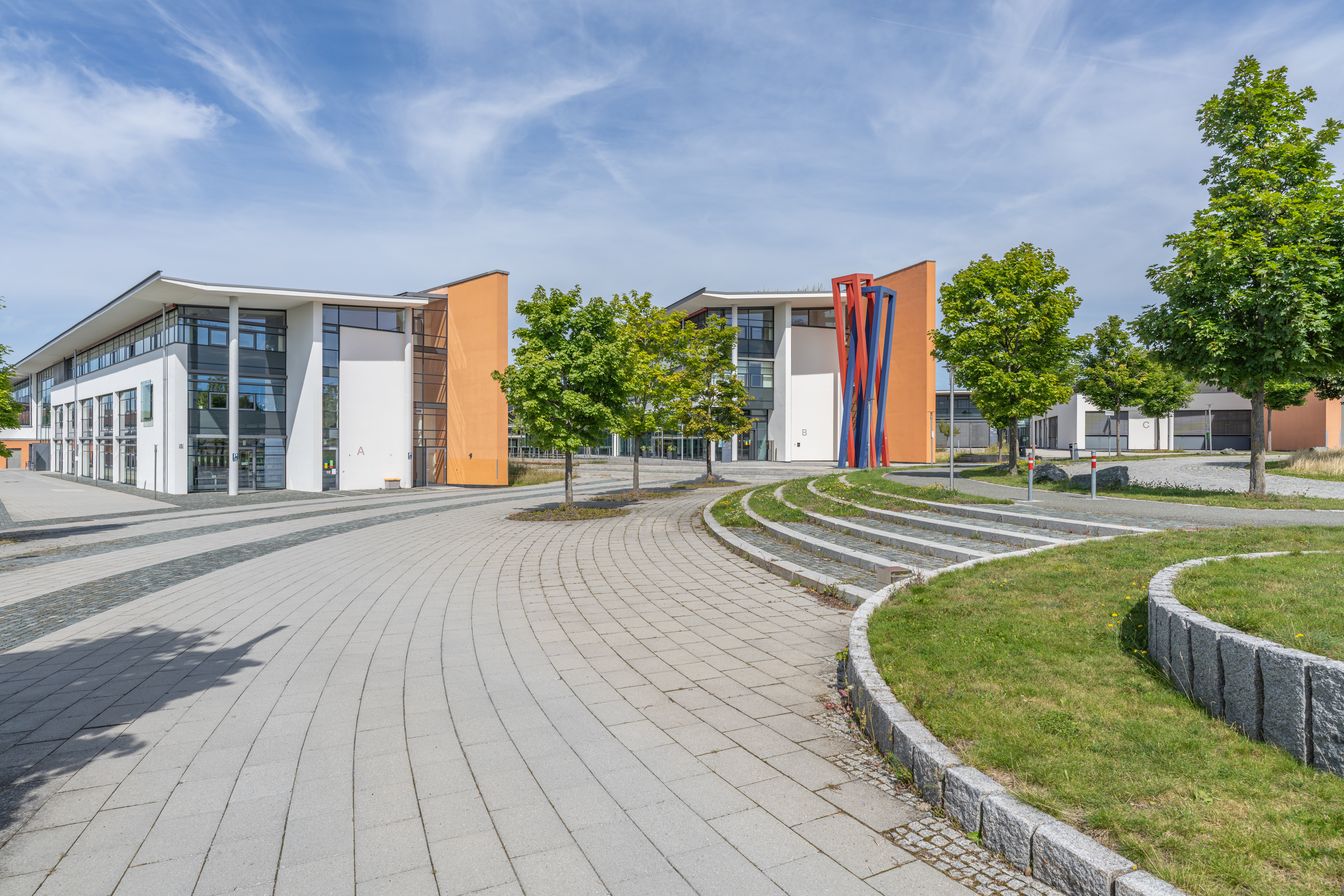
Hochschule Hof (2021)

Detailkarte

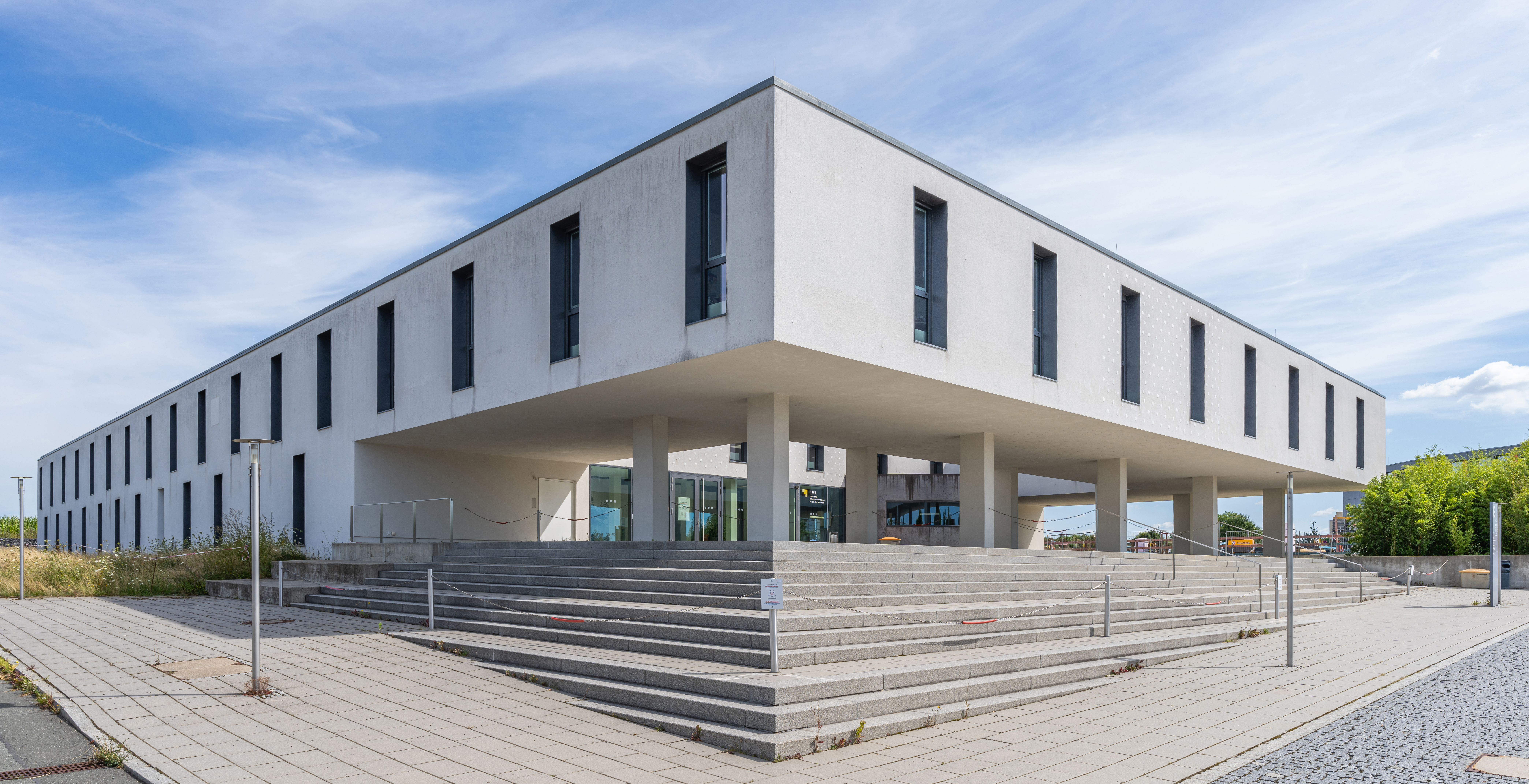
Institut für Informationssysteme

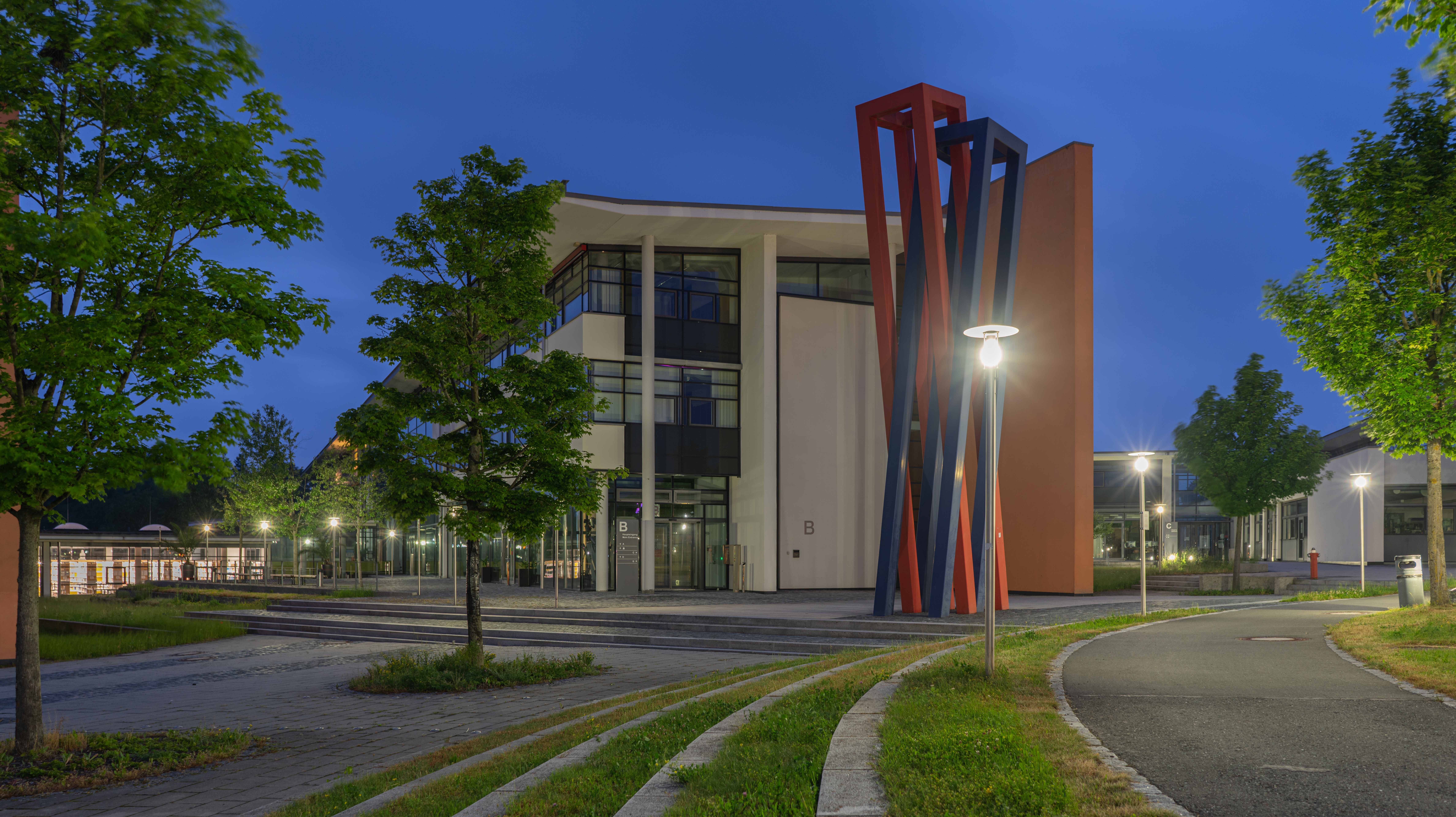
Nachtansicht Haus B

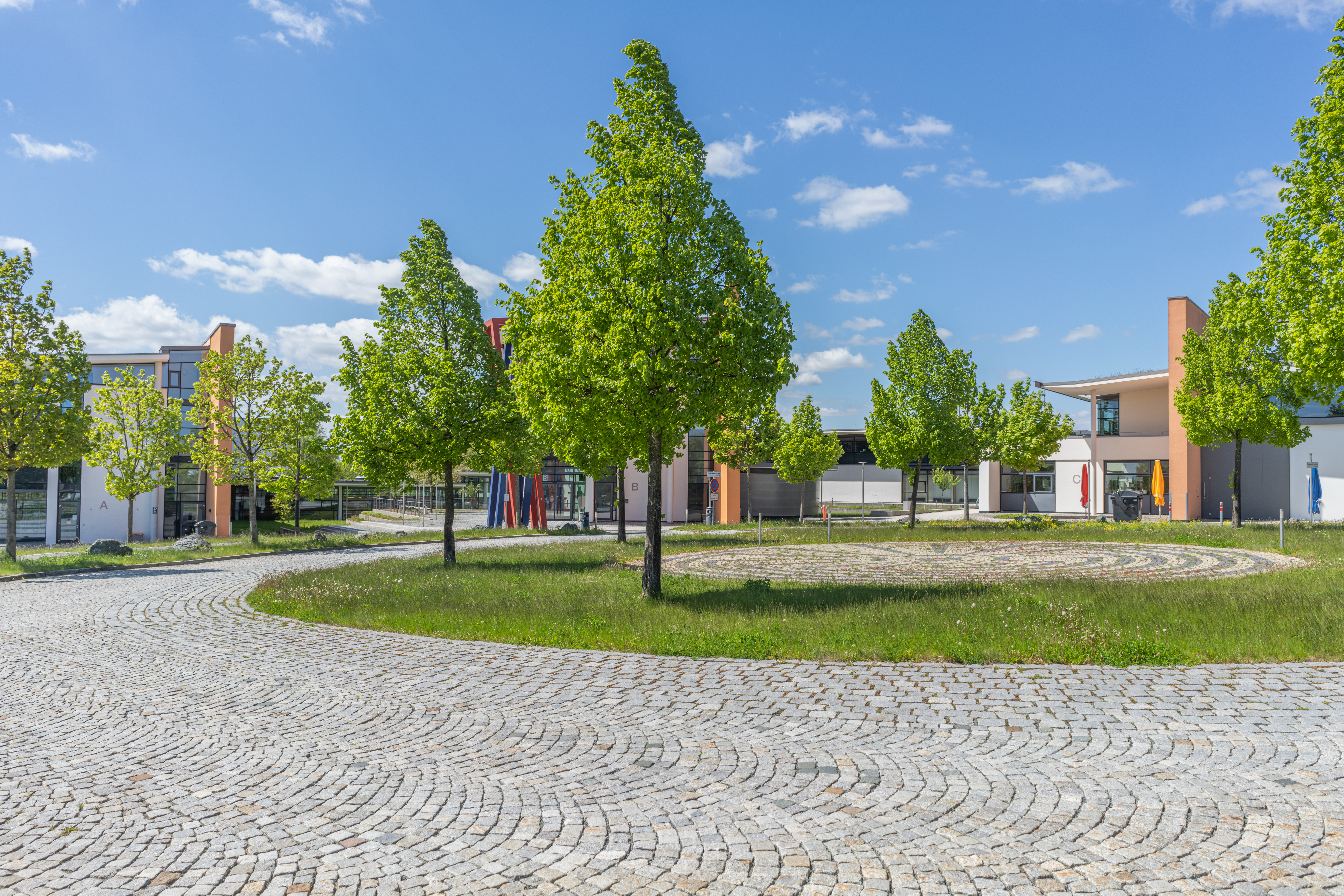
Ansicht vom Alfons-Goppel-Platz

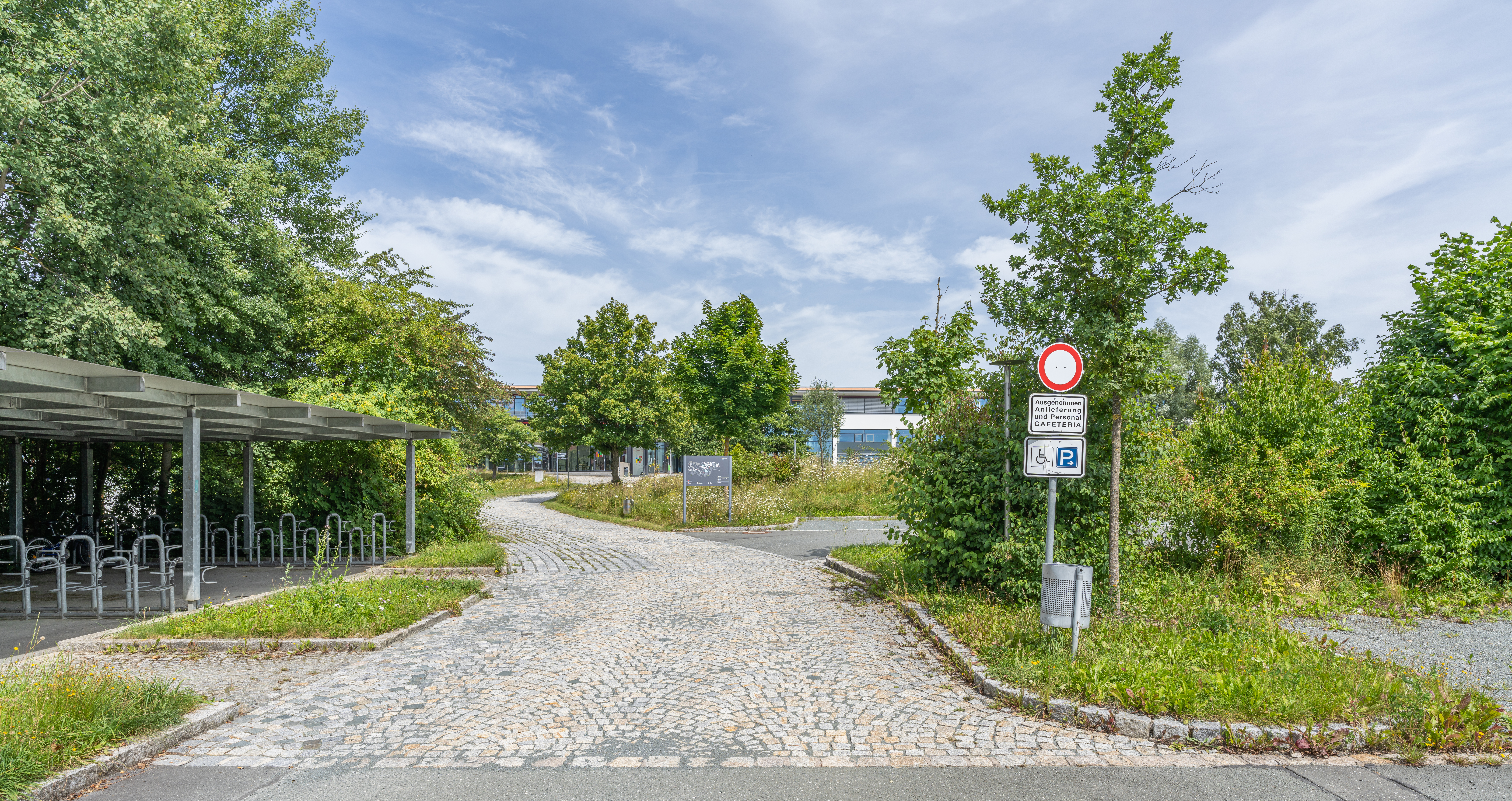
Südliche Einfahrt

Die Hochschule für Angewandte Wissenschaften Hof (Hochschule Hof, HS Hof, HSHO, HAW) ist eine bayerische Fachhochschule in Hof (Saale) und eine Campus-Hochschule. Die Hochschule unterhält fünf Fakultäten, fünf Institute, ein Fraunhoferzentrum und drei Außenstandorte in Münchberg, Kronach und Selb.
Die Hochschule liegt im Osten der Stadt. Sie teilt sich den Hofer Campus mit der Hochschule für den öffentlichen Dienst in Bayern. Daneben gibt es das Digitale Gründerzentrum Einstein1 und das Institut für Energie- und Wassermanagement (IWE).

## Geschichte
Erste Überlegungen und Planungen zur Einrichtung einer akademischen Bildungseinrichtung existierten bereits im späten 16. Jahrhundert. Als sich die verantwortlichen Personen dann aber für andere Städte als Sitz von Universitäten entschieden, blieb Hof in der Bildungslandschaft unbedeutend. Menschen, die studieren wollten, mussten also die Stadt erst einmal verlassen. Die meisten kehrten jedoch nicht zurück, was in der zweiten Hälfte des 20. Jahrhunderts zu erheblichen demographischen Problemen führte. Um dem entgegenzuwirken, siedelte der Freistaat Bayern 1974 in Hof den Fachbereich Allgemeine Innere Verwaltung der Hochschule für den öffentlichen Dienst in Bayern (HföD) an.
1994 wurde die Hochschule für angewandte Wissenschaften in Hof (HAW) gegründet. Gründungspräsident war Georg Nagler, Gründungskanzler Ralf Theune. Wegen sinkender Studentenzahlen der HföD überließ diese der neu gegründeten HAW einen Erweiterungsbau zur vorübergehenden Nutzung, der am 12. September 1994 übergeben wurde. Beide Hochschulen kooperien z. B. durch den gemeinsamen Bibliothekskatalog und die gemeinsame Nutzung der Verpflegungsbetriebe.
Ein steigendes Angebot an Studiengängen sowie mehrere bauliche Erweiterungen führten im Laufe der Zeit zum Anwachsen der Zahl der Studierenden und Lehrenden. Im Jahr 2000 wechselte der Fachbereich Textiltechnologie und Textildesign (Standort Münchberg) von der FH Coburg in die HAW.
Seit 2009 besteht das Bayerisch-Indische Zentrum für Wirtschaft und Hochschulen (BayInd) mit Sitz am Campus Hof zur Koordination und Förderung der Zusammenarbeit mit Indien, der Schwerpunkt des Projekts liegt bei den Hochschulen. Das Zentrum ist Anlaufstelle für Austauschprogramme in Studien, Lehre und Forschung sowie die zentrale Serviceeinrichtung für Unternehmen.
2009 wurde der Bau eines neuen Instituts für Informationssysteme mit geschätzten 9,3 Millionen Euro Kosten geplant, ein 2000 m² großes Gebäude mit 69 Räumen, das neben Forschung und Entwicklung auch für den Lehrbetrieb genutzt wird. Es wurde 2013 fertiggestellt.
Seit Januar 2017 ist die HAW am Digitalen Gründerzentrum Einstein1 direkt am Campus der Hochschule beteiligt. Seit 2019 wird der Studiengang Elektrotechnik angeboten. Das neueste Projekt umfasst den Bau eines Wasserinstituts an der Hochschule Hof. Das Forschungsinstitut untersucht Möglichkeiten zur intelligenten Ressourcennutzung mit dem Schwerpunkt Wasser- und Energieeffizienz, beispielsweise die Erforschung der Grundwasserreinigung.
2021 arbeitet die Hochschule zusammen mit anderen bayerischen Universitäten an der Studie CoVaKo 2021, diese untersucht die Wirksamkeit von Corona-Schutzimpfungen. 2022 finden am Campus mehrere Bauarbeiten statt, neben dem neuen Digitalen Gründerzentrum und dem Institut für Wasser- und Energiemanagement entstehen das Institut für Biopolymere und Sustainability und ein Modulbau zur Erweiterung der Hochschule.
2023 und 2024 wurde die Hochschule für Angewandte Wissenschaften in einem bundesweiten Vergleich zur beliebtesten Hochschule Deutschlands gewählt. Auch hat eine Forschungsgruppe im selben Jahr eine App zur Erfassung seltener Krankheiten entwickelt. Das Forschungsprojekt «SelEe - seltene Erkrankungen» solle demnach die Sichtbarkeit für diese Leiden erhöhen.
Es bestehen Partnerschaften mit mehr als 130 ausländischen Hochschulen. Insbesondere werden die Kontakte zu osteuropäischen Hochschulen vertieft, auch im Rahmen von kooperativen Studienprogrammen und gemeinsamen Masterprojekten.

## Wissenschaftliche Gliederung

### Fakultäten
- Fakultät Wirtschaftswissenschaften
- Fakultät Informatik
- Fakultät Ingenieurwissenschaften
- Fakultät interdisziplinäre und innovative Wissenschaften
- Studienfakultät für Weiterbildung[16]

### Forschungsinstitute und Fraunhoferzentrum
- Institut für Kreislaufwirtschaft der Bio:Polymere (ibp)
- Institut für Informationssysteme (iisys)
- Institut für Materialwissenschaften (ifm)
- Institut für Wasserstoff- und Energietechnik (iwe)
- Institut für nachhaltige Wassersysteme (inwa)
- Institut für Wirtschafts- und Organisationsforschung (iwo)
- Fraunhofer Anwendungszentrum für textile Faserkeramiken[17]

### Sprachzentrum
An der Hochschule gibt es ein Sprachzentrum, an dem die Sprachen Englisch, Französisch, Spanisch, Chinesisch, Russisch und Türkisch gelehrt werden.

### Außenstandorte
Zum Campus Münchberg gehören Hochschulverwaltung, Hochschulbibliothek, High-Tech-Labore, Maschinenhalle, Textiltechnikum und Staatliches Prüfamt. Auch finden die Lehrveranstaltungen des Bachelorstudiengangs Umweltingenieurwesen (B.Eng.) sowohl am Campus Hof als auch am Campus Münchberg statt.
Die Außenstelle der Hochschule Hof in Kronach liegt am neu erbauten Lucas-Cranach-Campus, zusammen mit der Hochschule Coburg. Die Hochschule Hof begann den Lehrbetrieb im Wintersemester 2021/2022 mit dem Studiengang „Innovative Gesundheitsversorgung“. Auf lange Sicht sollen bis zu 45 Erstsemester pro Jahr und fünf Professoren aus Hof am neuen Campus tätig sein.
Seit dem Wintersemester 2021/2022 bietet die Hochschule in Selb den Bachelorstudiengang „Design und Mobilität“ an und kooperiert dabei mit der Designfachschule in der Stadt.
In Bamberg gibt es seit Oktober 2025 einen Lernort. Hier werden die beiden Bachelorstudiengänge Pflege für Berufserfahrene und Pflege nach dem Pflegeberufegesetz berufsbegleitend oder in Vollzeit angeboten.

## Projekte und Initiativen

### Schwerpunkt Indien

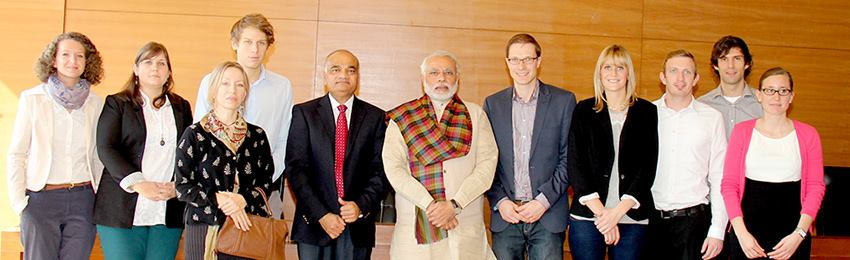
Hofer Delegation trifft Narendra Modi

Ein Fokus der Hochschule Hof liegt auf Indien. Die Hochschule Hof kooperiert beispielsweise mit verschiedenen indischen Hochschulen, auch unterhält die Hochschule mit der Vishwakarma University (VU) ein Kooperationsbüro in Pune. In Hof besteht die Indian Students Association ISA zum interkulturellen Austausch, außerdem ist seit 2008 das Bayerisch-Indische Zentrum für Wirtschaft und Hochschulen (BayIND) der Hochschule angegliedert.

### Modellprojekt „hochschule dual“
Seit 2005 bietet die HAW mit der hochschule dual die Möglichkeit, ein Studium mit einer Berufsausbildung zu kombinieren. Man spart im Vergleich zum normalen Ablauf – Ausbildung mit nachfolgendem Studium – bis zu zwei Jahre. Zudem erhalten die Studenten während der betrieblichen Ausbildung und für die Zeit, in der sie im Unternehmen tätig sind, eine Ausbildungsvergütung. Darüber hinaus sind viele Unternehmen bereit, sich an den Studienbeiträgen zu beteiligen und während der Theoriesemester die Studenten mit einem Stipendium zu unterstützen. Praktikanten erhalten nach Studienabschluss in aller Regel einen Arbeitsvertrag. Weiterhin wird ein Studium mit vertiefter Praxis (SmvP) im Einzelfall angeboten.

### Studentische Initiativen
Die Studierendenvertretung (SV) setzt sich aus Studierenden aller Fakultäten zusammen und agiert als Ansprechpartner für alle Studenten der Hochschule. 2009 starteten das Hofer Stadtmarketing und Studenten die Initiative Studenten in die Stadt (SidS), um das Interesse der Studierenden der Hochschule an der Innenstadt zu erhöhen. Teilnehmende Partner gewähren Vorteile beim Vorzeigen eines Studentenausweises, wie zum Beispiel Rabatte, im Gegenzug werden sie dafür durch das Programm an der Hochschule beworben. Die Hofer Consulting Group ist eine studentische Unternehmensberatung, die 2005 gegründet wurde.

### Hochschulsport
Jedes Semester bietet die Hochschule in Kollaboration mit der benachbarten Hochschule für den öffentlichen Dienst in Bayern mehrere sportliche Wettkämpfe und Events wie Volleyballturniere oder den Hochschulbiathlon an. Neben einer Sporthalle mit eigenem Krafttrainingsraum gibt es drei Beachvolleyballfelder, drei Tenniscourts und zwei Hartplätze. Die HAW Hof gewann 2008 die deutsche sowie 2011 und 2012 die bayerische Meisterschaft im Fußball der Fachhochschulen.

## Partnerhochschulen
- Universität Granada
- Universität Málaga
- Universität Alicante
- Universität Reims
- Edinburgh Napier University
- Southampton Solent University
- Hogeschool van Amsterdam
- Universität Brescia
- Technische Universität in Liberec
- Technische und Ökonomische Hochschule in Budweis
- Akademie für Kunst, Architektur und Design Prag
- Westböhmische Universität in Pilsen
- Wirtschaftshochschule Budapest
- Wirtschaftsuniversität Krakau
- Babeș-Bolyai-Universität Cluj
- Aalto-Universität
- Paneuropäische Hochschule
- Hochschule Skövde
- Hochschule Borås
- Universität für National- und Weltwirtschaft
- Universität Patras
- Universität Zadar
- Internationale Hochschule für Recht und Wirtschaft
- Designkolleg Vilnius
- Fachhochschule St. Pölten[30]

## Bekannte Studierende (Auswahl)
- Der amtierende Weltmeister im Kickboxen, Semen Poskotin, studierte an der Hochschule Hof Betriebswirtschaft.[31]

## Sonstiges
Auf dem Campus der Hochschule Hof gibt es eine Mauer und Mauerbestandteile zur Erinnerung an die Teilung Deutschlands und den Mauerfall.